# エドワード・キャンビー
エドワード・リチャード・スプリッグ・キャンビー (Edward Richard Sprigg Canby, 1817年11月9日〜1873年4月11日)は、アメリカ陸軍士官で、南北戦争での北軍とインディアン戦争の時の将軍。

## 若年期
キャンビーはケンタッキー州ピアッツ・ランディングで生まれた。ワバッシュ大学に進学したが、アメリカ合衆国陸軍士官学校に移籍し、1839年に卒業した。第2合衆国歩兵少尉に任命され、連隊副官として務めた。1839年8月1日にインディアナ州クローフォーズビルでルイザ・ホーキンズと結婚した。彼はしばしばエドワード・キャンビーと呼ばれたが、伝記作家は、彼が幼年期の間と人生の大部分の何名かの友人には「リチャード」と呼ばれていたと示唆した。ウエストポイントでの士官候補生の仲間には「スプリッグ」と呼ばれたが、彼のキャリアの大部分では、一般にE・R・S・キャンビーと呼ばれ、時々彼は「Ed.R.S.キャンビー」と署名をした。

## 初期の軍歴
彼の軍歴の初期の間、彼はフロリダのセミノール族インディアンの殲滅作戦、「第2次セミノール戦争」功績を挙げ、米墨戦争の戦闘ではコントレラスの戦いとチュルブスコの戦いで少佐に、メキシコシティの戦いで中佐になり、3階級の名誉昇進を受け取った。彼はまた、1849年から1851年まで、ニューヨーク北部地方や、カリフォルニア州での事務担当副官のオフィスなど、準州から州制への変遷の期間をカバーして、様々な役職を務めた。彼自身の願望に反して、1850年3月から1851年4月に彼がカリフォルニアを去るまで、カリフォルニアの文書の管理人の民間ポストであるべきだった役職を命じられた。文書は伝道所の記録と土地の名前などのように、カリフォルニアのスペインとメキシコ政府の記録であった。明らかに、キャンビーにはスペイン語のいくつかの知識があり、この期間に役立った。
彼はユタ戦争(1857-1858)の間、ワイオミングとユタ(どちらもユタ準州の一部)で任務についた。この期間に、キャンビーは(ウェストポイントで同僚であったかもしれない)ヘンリー・ホプキンス・シブレー大尉と出会い、シブレー大尉が軍法会議にかけられキャンビーは審査官の委員を務めた。シブレーは免罪され、その後に、キャンビーはシブレーが発明したティピのような軍用テントの裏書きを書いた。二人の将校は後にニューメキシコの地に任じられ、そこではキャンビーが1860年にナバホに対する作戦を執行していたところで、開拓者の家畜に対して「略奪」したナバホ族インディアンを捕らえるというむなしい試みのためにシブレーを指揮した。キャンビーとシブレーはナバホ・インディアンを見つけることさえできず、近づくには不可能な距離でしか出会えなかったため、その作戦は欲求不満で終了した。

## 南北戦争
南北戦争開戦時、キャンビーはニューメキシコ準州のデファイアンス砦の指揮をとっていた。彼は、1861年5月14日に第19合衆国歩兵の大佐に昇進し、その翌月にはニューメキシコ方面局を命令した。その後、1862年2月にヴァルヴァードの戦いで連合国のヘンリー・ホプキンス・シブレー准将に打ち負かされたが、彼の部隊は最終的に、グロリエタの戦いにおける決定的な北軍の勝利の後に、連合国軍をテキサス州に撤退させた。この戦いのすぐ後に、キャンビーは1862年3月31日に准将に昇進した。キャンビーは撤退する連合国軍隊を追跡するために出発したが、しかし彼はすぐにあきらめて、テキサスに達するのを許した。連合国のニューメキシコ侵略の失敗の直後に、キャンビーはジェームス・H・カールトン将軍に引き継ぎ、東部へと再び選任された。
事務的な義務の期間の後、キャンビーは1863年7月17日に, 「ニューヨークの都市と港を指揮する将軍」になった。この 任務はすぐさまニューヨーク徴兵暴動に続いた。彼は11月9日までその役職に残り、徴兵を再開するのみならず、ニューヨーク港の戦争捕虜キャンプの監督をするまでに至った。その後は陸軍長官のオフィスで勤務した。1864年5月に、キャンビーは少将に昇進して、西部に戻り、そこで彼は西ミシシッピ軍事師団を指揮した。1864年11月8日、彼はアーカンソー州ホワイトリバー上の砲艦USSクリケットで、射撃の名手によって腰と鼠蹊部を負傷した。キャンビーは1865年春、モービルの戦役のために割り当てられた北軍に命令をして、ブレイクリー砦の戦いを終え、1865年4月にモービルの陥落へと導いた。キャンビーは1865年5月4日にアラバマ州シトロネルでリチャード・テイラー将軍指揮下の連合国軍の降参を受け入れ、さらに1865年5月26日にはミシシッピ川の西でE・カービー・スミス将軍の降参を受け入れた。
ニューメキシコにおけるキャンビーの達成は、主に彼の計画する総合的な防御戦略にあった。彼と彼の相手のシブレー双方ともに有限の資源を持っていた。キャンビーの方が少しだけうまく供給していたが、彼はあらゆる可能な攻撃から全体の領域を擁護するには、彼の軍隊がとても薄くしか展開されていないと感じた。シブレーが川沿いに攻撃を仕掛けることに成功し、特にニューメキシコが長い干ばつの最中にあって、キャンビーは彼の軍隊を、二つの起こりうるシナリオ(リオグランデ川沿いの攻撃と、ペコス川、カナディアン川を通った攻撃)に対して防御するためだけに、出来うる限り利用した。さらには、後者の防御の軍隊は、敵がリオグランデ川を通って攻撃するのなら、ユニオン砦を防御するために容易に動くことができ、実際に彼らはそうした。キャンビーはまた、正規の連邦部隊の補強として志願兵部隊を挙兵するようニューメキシコとコロラドの知事を説得することに関して主導権を握った。コロラド部隊はヴァルヴァードとグロリエタの両方で十分に役立った。特にニューメキシコ志願兵のマヌエル・チャベス大佐は後者の交戦において極めて重要な役割を演じた。それは勝つか負けるかのギリギリのシブレーの戦役であり、南部連合国軍のその時々の優れた軍人と下級指揮官がいたにもかかわらず、きわめて危険なプランを実行することにおけるシブレーの活気のなさと動揺によって、南部連合国の崩壊はほとんど必然のものへと導かれた。
キャンビーは一般的に管理者としては偉大であると見なされていたが、しかし偉大な戦士であったかどうかに関しては意見は複雑であった。ユリシーズ・S・グラントは、彼は十分に攻撃的ではないと考えた。伝えられる事件で、グラントはキャンビーに、「(敵の)鉄道、機械工場などを破壊せよ」という命令を出した。10日後、グラントは鉄道を建設する人材と材料を要求する彼を叱責した。この話は、キャンビーの性格をよく表している。彼がそうしなければならないと感じたときに彼は破壊者になれただろうが、彼は明確に建設者の役割を好んだ。今日、彼は管理職によく就いていたために、「政策オタク」であったとも考えられている。誰かが軍規や軍事に関する法律に疑問があった時には、キャンビーはそれに応えるに適う人間だった。アンドリュー・ジョンソン大統領が、グラントが彼に置き換えられないと考えた首都から離れた場所に、キャンビーを着任させることを提案したときに、一度活発に不平を言ったきり、グラント自身は平時にはこれに感謝するようになった。
キャンビーがケンタッキーで生まれたことと彼の父親が一度奴隷を所有していたことは注目に値する。キャンビーの従兄弟の何人かは連合国軍で戦い、これらの一つは戦争捕虜になった。その男の父親は、息子を仮釈放するのに尽力するようにキャンビーにお願いする手紙を書いたのだが、キャンビーは親族の利益の為に尽力する権利を与えられなかったと感じ、この申し出を辞退した。後に、キャンビーはレコンストラクションの間に軍事知事となった時、彼は管轄においてカーペットバッガーになる親類の支持を断った。

## 戦後の任務
戦争の後、 キャンビーは様々な軍事省の指揮官を務めた。彼が南北カロライナを含む第2軍管区の司令に任命された時、1864年から1866年5月まではルイジアナ担当のまま、1866年6月から1867年8月まではワシントン方面部局(デラウエア、メリーランド、ワシントンD.C.、バージニア州のアレキサンドリア郡とフェアファックス郡)を担当した。1868年8月に、彼はワシントンで一度軍事指令を再開するが、11月には第5軍管区へと向かう。 そこで彼はテキサスの再建に焦点を合わせた。1869年4月にテキサスを去り、バージニアの第1軍管区へ向かい、1870年7月まで務めた。これらのそれぞれの任命はレコンストラクションの間に発生し、キャンビーを共和党と民主党の、白人と黒人の、あるいは州と連邦政府の間の紛争の中に置いた。彼の命令したそれぞれの管区で新しい州の憲法は起草され、批准され、あるいは実効され、彼は対立する一方(しばしば両方)を怒らせざるを得なかった。それでもなお、チャールズ・W・ラムズデルはキャンビーを「活発で堅いが、正当である」と評価した。ノースカロライナ州知事のジョナサン・ワースのような政敵でさえ、キャンビーは誠実で正直であることを認めた。

## 最後の任務と死
1870年7月21日、 キャンビーはコネチカット州ミドルタウンのウェズリアン大学の法律学位の名誉博士号を授与された。8月に、彼は太平洋岸北西部の司令のポストに就いた。彼がすぐに直面した問題のひとつはモードック族インディアンの不服従だった。
彼らはカリフォルニア北部のインディアン部族であったが、連邦政府はこれを無視し、カリフォルニアに彼ら自身の保留地を用意せず、モードックと敵対関係にあったクラマス族と同じオレゴン州の保留地（Reservation）に移住を強制した。当然、モードック族は反発し、独自で彼らの本来の領土に戻った。これを不服とする連邦政府とモードック族の間で1872年、モードック戦争は起こった。ツール湖(w:Tule Lake)南のキエントプース酋長、（通称キャプテン・ジャック・w:Kintpuash)たち9人の戦士は、溶岩石で出来た荒地に立てこもり、(w:Captain Jack's Stronghold)軍事攻撃に抵抗し、戦局は膠着状態になった。
キャンビー将軍はワシントンから、モードックらと和平を結ぶか戦争を行うかに関する命令を受け取ったが、戦局が動いていなかったため、連邦政府は和平の締結を認可し、しかるべき位置をキャンビーに割り当てた。モードック部族と白人の間には多くの内通者がいて、この和平交渉は結局台無しにされた。あるとき、モードックの指導者のキャプテン・ジャックと接触した誰かが、立てこもった9名のモードック戦士が降伏するや否や、オレゴン州知事ら白人たちは裁判なしで、絞首刑にするつもりだと教えた。このことはモードック族の和平会談予定を台無しにし、キャンビーを激怒させた。彼の後ろ盾である連邦政府の権威は知事の権威より上で、和平交渉に自信を持っていたからである。もし彼らが降伏したら、キャンビーは公判なしでモードックらを手荒に扱うことを許すつもりはなかったのである。
1873年4月11日、数ヶ月にわたる立てこもりと中止された和平会談の後、キャンビーは最終的な解決のための何らかの望みを持って、非武装で交渉に向かった。しかしカリフォルニア州イェレカの裁判官のE・スティールは、彼がキャンビーに、モードック部族は激しやすくわずかな挑発でも和平の交渉人を殺す傾向があることを警告した。この時、キャンビーは「スティールさん、私はあなたを正しいと思うし、私はその忠告に従うつもりだと思う。だが、和平交渉人が危険なところへのを司令官が恐れているのはあまりいいことではない」と応えた。会談は、軍隊の野営地と、ツール湖の近くのキャプテン・ジャックの本拠地の中間地点で開かれた。キャンビーの一団の2名は武器を隠し持っていたが、モードック戦士らもさらに武装をしていた。交渉は難航し、モードックの指導者のキャプテン・ジャックは、彼の中尉の一人のエレンズ・マンと共に、キャンビーの頭を2度撃ち、彼の喉を切った。
キャンビーは、インディアン戦争の間に殺された、最初で唯一の将官となった。聖職者のエリーザー・トーマスを含むキャンビーの一団の他のメンバーも殺され、他の人々は負傷した。
キャンビーの死後、白人達による激しい怨嗟がモードック部族に対してあった。東部の新聞(「キャプテン・ジャックと戦士らは、連合国の最大の抑圧者の一人、キャンビー将軍を殺害することによって南部の敵討ちをした」という見出しを付けたジョージア州の新聞以外すべて)は、血の復讐を求めた。殺害された和平交渉人の息子、E・C・トーマスは、キエントプース（キャプテン・ジャック）と彼の仲間らに対する報復要求を支持し、殺害された彼の父親の記憶が、インディアン全般に対する悪意によって屈辱ものとなるだろうことを人々に思い出させた。最終的に、キャプテン・ジャックと他の者らは殺人罪で裁かれ処刑された。モードック部族は保留地に強制移住させられた。
キエントプース酋長（キャプテン･ジャック）と仲間の戦士3人は絞首刑となり、彼らの死体は故郷への埋葬を許されなかった。キエントプースの死体は、家族の懇願を無視して、防腐加工を施して東部へ送られ、10セントの見世物の展示物にされた。
キャンビーの遺体はインディアナに戻され、1873年5月23日にインディアナ州インディアナポリスのクラウン・ヒル墓地に埋葬された。

## 参照
- Eicher, John H., & Eicher, David J.: Civil War High Commands, Stanford University Press, 2001, ISBN 0-8047-3641-3.
- Heyman, Max L., Jr.: Prudent Soldier: A Biography of Major General ERS Canby, 1817-1873, Frontier Military Series III, Glendale, CA: The Arthur H. Clark Co., 1959.
- Filson Historical Society Library: MS #118. "Canby, Edward Richard Sprigg, 1819[sic]-1873. Papers, 1837-1873." A\C214 (1 box, 146 items; includes contemporary newspaper accounts regarding General Canby's death and its aftermath).